# 괴물사변
괴물사변(일본어: 怪物事変)은 일본의 만화가인 아이모토 쇼가 그린 만화이자 이를 원작으로 한 애니메이션이다. 점프스퀘어의 2017년 1호부터 연재 중이다. TV 애니메이션은 아지아도(亜細亜堂)에서 만들어 도쿄 MX 등에서 2021년 1월 10일부터 3월 28일까지 방영되었다.